# Vratislav Lokvenc
Vratislav Lokvenc (Náchod, 27. rujna 1973.) umirovljeni je češki nogometaš koji je igrao na poziciji napadača. Nakon što je igrao za juniorske postave Náchoda i Hradec Králova, seniorsku karijeru nastavlja u Hradecu za koji igra još dvije godine. Potom odlazi u prašku Spartu, s kojom je pet puta osvojio naslov češkog prvaka i jedan Češki kup, a bio je i najbolji strijelac sezone 1999./00. Prve češke nogometne lige. Nakon Sparte, igrao je za austrijske, njemačke i švicarske nogometne klubove, kao 1. FC Kaiserslautern, VfL Bochum, Red Bull Salzburg, FC Basel i FC Ingolstadt 04, gdje je 2009. završio svoju igračku karijeru.
Lokvenc je igrao i za češku U-21 reprezentaciju i češku nogometnu reprezentaciju. Za Češku je igrao i na FIFA Konfederacijskom kupu 1997. u Saudijskoj Arabiji. Na Europskom prvenstvu 2000. u Belgiji i Nizozemskoj igrao je tri utakmice, a na Europskom prvenstvu 2004. u Portugalu jednu utakmicu. Njegov posljednji nastup za reprezentaciju bio je onaj na Svjetskom prvenstvu 2006. u Njemačkoj, gdje je igrao u grupnoj fazi natjecanja. Budući da se Češka nije uspjela kvalificirati u osminu završnice, Lokvenc se oprostio od velikih natjecanja.

## Klupska karijera

### Rani uspjesi
Lokvenc je rođen u nogometaškoj obitelji; njegov otac, koji se također zove Vratislav Lokvenc, igrao je za drugoligaša FK Ústí nad Labem i kasnije za rodni Náchod. Rođen 1973., Lokvenc je profesionalnu seniorsku karijeru započeo sezone 1992./93. u redovima Hradec Králova. Dvije godine kasnije, u listopadu 1994., odlazi u redove Sparte iz Praga. Za Spartu je igrao u Europskoj ligi 1995./96, gdje je u prvom kolu natjecanja zabio gol u gostima protiv danskog kluba Silkeborg IF. Zahvaljujući tom golu, Sparta se plasirala dalje u drugo kolo. U sljedećoj sezoni Europske lige, u utakmici protiv austrijskog Sturma iz Graza, ubrzo nakon otvaranja utakmice zabio je pogodak za početno vodstvo Sparte. Na kraju je susret završio 2:2.
Lokvenc je u redovima Sparte proveo šest sezona, u kojima je osvojio pet ligaških naslova i Češki nogometni kup 1995./96. Na utakmici protiv Dynama iz Českih Budějovica u ožujku 2000., zabio je sva četiri gola za Spartu i donio joj pobjedu od 4:1. Time je postao treći igrač u češkoj nogometnoj povijesti po broju zabijenih golova u jednoj utakmici, iza Josefa Obajdina i Roberta Vágnera. U Praškom derbiju u svibnju 2000., Lokvenc je zabio dva gola i donio ligašku titulu Sparti, koja je s 5:1 svladala gradskog rivala Slaviju. Bio je najbolji strijelac Prve češke nogometne lige za sezonu 1999./00. s 22 pogotka, čime je postavio rekord koji će oboriti David Lafata s 25 pogodaka u sezoni 2011./12.

### Njemačka
Nakon šest godina u praškoj Sparti, Lokvenc je karijeru nastavio u redovima bundesligaša 1. FC Kaiserslauterna, a četverogodišnji ugovor je prema dogovoru potpisao prije Europskog prvenstva 2000., koje je počelo 10. lipnja Zanimljivost je da se prije potpisivanja ugovora Lokvencu u svibnju rodila kći. Zabio je šest golova u utakmici protiv amaterskog kluba, kojeg je Kaiserslautern nadvisio 11:1, prije početka nove nogometne sezone. U prosincu 2000. zabio je gol u utakmici Europske lige, na susretu protiv Rangersa iz Glasgowa, radi čega se klub kvalificirao u šesnaestinu završnice. U šesnaestini završnice klub je sparen sa Slavijom iz Praga. Prva utakmica je prošla bez golova, ali je u drugoj Lokvenc zabio jedini gol za pobjedu Kaiserslauterna i prolazak među osam najboljih. U četvrtzavršnici DFB-Pokala, Lokvenc je zabio hat-trick protiv Bochuma. Iako je utakmica završila 3:3, Kaiserslautern je bio bolji u raspucavanju jedanaesteraca i prošao dalje. Lokvenc je igrao i u završnici DFB-Pokala krajem svibnja 2003., u kojoj je Pokal pripao FC Bayern iz Münchena, nakon pobjede od 3:1.
U travnju 2004. vodstvo Kaiserslauterna je na sastanku s novinarima najavio prodaju Lokvenca, a kao razlog prodaje naveli su nezadovoljstvo igrača plaćom. Tako se u ljeto 2004. pridružio VfL Bochumu, koji je također pristao na transfer prije Europskog prvenstva 2004. u Portugalu. U 33 odigrane utakmice za Bochum (od 34 moguće u toj sezoni) zabio je 10 pogodaka, a posljednji, deseti, zabio je na utakmici protiv trećeplasiranog Stuttgarta u pobjedi od 2:0.

### Kasnije godine
Lokvenc je u ljeto 2005. potpisao za austrijskog prvoligaša Red Bull Salzburg, odbivši ponude Portsmoutha i Herthe iz Berlina. Odlazak u Salzburg opisao je kao "najbolji transfer u svojem životu." U to vrijeme se u klub došli i njemački reprezentativci Thomas Linke i Alexander Zickler. Ligaške utakmice igrao samo tijekom svoje prve sezone u klubu (2005./06.), jer je u studenom 2005. morao ići na hitnu operaciju desnog koljena. U prvu postavu klubu vratio se u svibnju 2006., a prvi susret nakon srpnja 2005. bio je u domaćem porazu 2:1 od Paschinga. Klub je završio na drugom mjestu u ukupnom poretku, iza FK Austrije iz Beča.
Sljedeće sezone (2006./07.) svoj je prvi gol u austrijskoj Bundesligi zabio u prosincu 2006., u utakmici protiv Altacha, koja je na kraju završila neodlučnim rezultatom od 1:1. Već i pet utakmica prije završetka sezone, u travnju 2007., Red Bull Salzburg je osigurao naslov austrijskog prvaka.
U listopadu 2007. godine zabio je jedini gol za Salzburg u Europskoj ligi protiv AEK-a iz Atene. Zahvaljujući njegovom pogotku, klub se uspio plasirati u drugo kolo, ali Lokvenc je propustio ostatak natjecanja zbog slomljene noge. Zbog te ozljede Lokvenc je propustio sezonu 2007./08. austrijske nogometne Bundeslige. Zbog učestalih ozljeda, odlazi iz Red Bulla Salzburga i priključuje se švicarskom superligašu FC Baselu u veljači 2008. U poluzavršnici Švicarskog nogometnog kupa zabio je pogodak za pobjedu 1:0 nad klubom Thunom. Klub je te sezone (2007./08.) osvojio i ligaško natjecanja i nogometni kup.
Lokvenc se u ljeto 2008. vratio u Njemačku, gdje je potpisao za Ingolstadt, koji je igrao u 2. Bundesligi.

### Poslije-igračka karijera
Nakon završetka svoje profesionalne nogometne karijere, Lokvenc je radio kao izviđač u Češkoj, Slovačkoj i za svoj bivši klub Basel. Također, amaterski je igrao za klub Union Čelákovice u Četvrtoj češkoj nogometnoj diviziji. Osim nogometom, počeo se amaterski baviti i atletikom sudjelovavši na Praškom polumaratonu 2010. godine zajedno sa svojim bivšim reprezentativnim suigračem Pavelom Nedvědom. Sudjelovanje je ponovio 2015., a ovaj put je trčao s Tomášom Hübschmanom i Češkom miss športa 2014. Terezom Skoumalovom.

## Reprezentativna karijera
Lokvenc je početkom svoje profesionalne nogometne karijere (1993. – 1996.) nastupao i za češku nogometnu reprezentaciju do 21 godine, za koju je u 13 odigranih susreta zabio 7 pogodaka. Za češku nogometnu reprezentaciju prve važnije nastupe ostvario je na FIFA-inom Konfederacijskom kupu 1997. u Saudijskoj Arabiji. Odigrao je važnu ulogu u utakmicama grupne faze protiv Nogometne reprezentacije Ujedinjenih Arapskih Emirata i utakmici za treće mjesto protiv urugvajske nogometne reprezentacije, koju je Češka pobijedila 1:0 zahvaljujući golu Edvarda Lasote.

### Euro 2000.
Na Europskom prvenstvu 2000. koje se održavalo u Belgiji i Nizozemskoj, Lokvenc je igrao na utakmici otvaranja prvenstva protiv Nizozemske nogometne reprezentacije. Lokvenc je na utakmici mijenjao Nedvěda nakon 89. minute. Utakmica je na kraju završila s 1:0 za Nizozemsku. Također, ponovno je u drugoj utakmici u skupini protiv Francuske mijenjao Radeka Bejbla. Ušao je u 49. minuti, a Češka je na kraju izgubila 2:1. Igrao je i u trećoj utakmici skupine protiv Danske, koja nije bila toliko važna jer pobjeda ne bi odvela Češku u play-off. Ušao je u 79. minuti susreta kao zamjena za Vladimira Šmicera. Češka je europsko prvenstvo zaključila s pobjedom 2:0.

### Euro 2004.
Lokvenc je već za vrijeme kvalifikacija pokazao dobru formu, tako da je u kvalifikacijskoj utakmici protiv Moldavije zabio dva gola, u ukupnoj pobjedi Češke 5:0. Na Europskom prvenstvu 2004. u Portugalu odigrao je samo jednu utakmicu, unatoč odličnoj formi u kvalifikacijama. U prvoj utakmici skupine protiv Njemačke igrao je do 59. minute, kada umjesto njega ulazi Milan Baroš. Češka je utakmicu dobila 2:1, a BBC je Češku opisao kao "najboljim izdanjem te reprezentacije do tada."

### Svjetsko prvenstvo 2006.
Tijekom kvalifikacija za Svjetsko prvenstvo 2006. u Njemačkoj, Lokvenc je zabio pet pogodaka za reprezentaciju. U utakmici protiv Makedonije, u studenom 2004., ušao je u 76. minuti umjesto Zdeněk Grygere, kada su obje reprezentacije bile bez postignutog gola. Zabio je prvi gol glavom za vodstvo Češke 1:0, a nakon njega je Jan Koller podigao rezultat na 2:0 i pobjedu Češke. U ožujku 2005., na utakmici protiv Finske u Teplicama, Lokvenc je ponovno zabio odlučujući gol za pobjedu. U trenutku kada je Češka vodila 3:1, Finska je u dvije brze akcije zabila dva gola i izjednačila na 3:3. No, Lokvenc je ponovno svojim zgoditkom podigao rezultat na 4:3 u 90. minuti utakmice, tri minute prije kraja. Četiri dana kasnije, zabio je pogodak na astistenciju Baroša, u češkoj pobjedi od 4:0 nad Andorom. U lipnju iste godine, Lokvenc je zabio prvi i zadnji pogodak u uzvratu protiv Andore, u kojem je Češka pobijedila 8:1.
Na samom Svjetskom prvenstvu Lokvenc je igrao kao zamjena za ozljeđenog Kollera. Igrao je već u prvoj utakmici protiv SAD-a. Iako nije zabio gol primio je žuti karton u pobjedi Češke od 3:0. U drugoj utakmici skupne (grupne) faze, protiv Gane, Lokvenc je igrao kao jedini napadač, jer su Koller i Baroš bili ozljeđeni. Češka je pobijedila Ganu 2:0, a Lokvenc je ponovno dobio žuti karton. Budući da je dobio dva žuta kartona, nije mogao igrati završnu skupnu utakmicu protiv Italije. Češka je s 0:2 izgubila od Italije i time se Lokvenc oprostio od nastupa za reprezentaciju, ali i nastupa na velikim natjecanjima. Već u rujnu 2006., Lokvenc je najavio odlazak iz reprezentacije, postavši tako treći nogometaš koji je to učinio nakon Svjetskog prvenstva, iza Karela Poborskog i  Pavela Nedvěda. Reprezentativnu karijeru je završio s 14 pogodaka u 74 odigrana susreta.

## Igračke statistike

### Klupske[53]
| Klupska karijera | Klupska karijera     | Klupska karijera | Liga    | Liga    |
| Sezona           | Klub                 | Liga             | Nastupi | Zgodici |
| Čehoslovačka     | Čehoslovačka         | Čehoslovačka     | Liga    | Liga    |
| ---------------- | -------------------- | ---------------- | ------- | ------- |
| 1992./93.        | Fomei Hradec Králové | Prva liga        | 17      | 0       |
| Češka            | Češka                | Češka            | Liga    | Liga    |
| 1993./94.        | Fomei Hradec Králové | Prva liga        | 29      | 5       |
| 1994./95.        | Fomei Hradec Králové | Prva liga        | 9       | 3       |
| 1994./95.        | Sparta Prag          | Prva liga        | 21      | 8       |
| 1995./96.        | Sparta Prag          | Prva liga        | 29      | 9       |
| 1996./97.        | Sparta Prag          | Prva liga        | 30      | 12      |
| 1997./98.        | Sparta Prag          | Prva liga        | 29      | 12      |
| 1998./99.        | Sparta Prag          | Prva liga        | 29      | 11      |
| 1999./00.        | Sparta Prag          | Prva liga        | 25      | 22      |
| Njemačka         | Njemačka             | Njemačka         | Liga    | Liga    |
| 2000./01.        | Kaiserslautern       | Bundesliga       | 30      | 9       |
| 2001./02.        | Kaiserslautern       | Bundesliga       | 31      | 11      |
| 2002./03.        | Kaiserslautern       | Bundesliga       | 30      | 8       |
| 2003./04.        | Kaiserslautern       | Bundesliga       | 25      | 8       |
| 2004./05.        | Bochum               | Bundesliga       | 32      | 10      |
| Austrija         | Austrija             | Austrija         | Liga    | Liga    |
| 2005./06.        | Red Bull Salzburg    | Bundesliga       | 5       | 0       |
| 2006./07.        | Red Bull Salzburg    | Bundesliga       | 23      | 6       |
| 2007./08.        | Red Bull Salzburg    | Bundesliga       | 17      | 3       |
| Švicarska        | Švicarska            | Švicarska        | Liga    | Liga    |
| 2007./08.        | Basel                | Superliga        | 6       | 0       |
| Njemačka         | Njemačka             | Njemačka         | Liga    | Liga    |
| 2008./09.        | Ingolstadt           | 2. Bundesliga    | 23      | 6       |
| Država           | Čehoslovačka         | Čehoslovačka     | 17      | 0       |
| Država           | Češka                | Češka            | 201     | 82      |
| Država           | Njemačka             | Njemačka         | 171     | 52      |
| Država           | Austrija             | Austrija         | 45      | 9       |
| Država           | Švicarska            | Švicarska        | 6       | 0       |
| Ukupno           | Ukupno               | Ukupno           | 440     | 143     |

### Reprezentativne[53]
| Češka  | Češka   | Češka   |
| Godina | Nastupi | Zgodici |
| ------ | ------- | ------- |
| 1995.  | 2       | 0       |
| 1997.  | 4       | 0       |
| 1998.  | 10      | 1       |
| 1999.  | 8       | 1       |
| 2000.  | 10      | 0       |
| 2001.  | 11      | 3       |
| 2002.  | 5       | 1       |
| 2003.  | 5       | 2       |
| 2004.  | 9       | 1       |
| 2005.  | 5       | 4       |
| 2006.  | 5       | 1       |
| Ukupno | 74      | 14      |

#### Golovi za reprezentaciju[54]
| #   | Nadnevak           | Protivnik    | Rezultat | Ishod      | Natjecanje                |
| --- | ------------------ | ------------ | -------- | ---------- | ------------------------- |
| 1.  | 27. svibnja 1998.  | Južna Koreja | 2:2      | Neriješeno | Prijateljska              |
| 2.  | 28. travnja 1999.  | Poljska      | 1:2      | Poraz      | Prijateljska              |
| 3.  | 15.kolovoza 2001.  | Južna Koreja | 5:0      | Pobjeda    | Prijateljska              |
| 4.  | 5. rujna 2001.     | Malta        | 3:2      | Pobjeda    | Kvalifikacije za SP 2002. |
| 5.  | 6. listopada 2001. | Bugarska     | 6:0      | Pobjeda    | Kvalifikacije za SP 2002. |
| 6.  | 13. veljače 2002.  | Cipar        | 4:3      | Pobjeda    | Prijateljska              |
| 7.  | 11. lipnja 2003.   | Moldavija    | 5:0      | Pobjeda    | Kvalifikacije za EP 2004. |
| 8.  | 11. lipnja 2003.   | Moldavija    | 5:0      | Pobjeda    | Kvalifikacije za EP 2004. |
| 9.  | 17. studenog 2004. | Makedonija   | 2:0      | Pobjeda    | Kvalifikacije za SP 2006. |
| 10. | 26. ožujka 2005.   | Finska       | 4:3      | Pobjeda    | Kvalifikacije za SP 2006. |
| 11. | 30. ožujka 2005.   | Andora       | 4:0      | Pobjeda    | Kvalifikacije za SP 2006. |
| 12. | 4. lipnja 2005.    | Andora       | 8:1      | Pobjeda    | Kvalifikacije za SP 2006. |
| 13. | 4. lipnja 2005.    | Andora       | 8:1      | Pobjeda    | Kvalifikacije za SP 2006. |
| 14. | 30 svibnja 2006.   | Kostarika    | 1:0      | Pobjeda    | Prijateljska              |

## Nagrade i postignuća

### Klupske

#### Sparta Prag
- Prva češka nogometna liga[4]
  - Prvaci (5): 1994./95., 1996./97., 1997./98., 1998./99., 1999./00.
- Češki nogometni kup[4]
  - Prvaci (1): 1996.

#### Kaiserslautern
- DFB-Pokal[17]
  - Doprvaci (1): 2002./03.

#### Red Bull Salzburg
- Austrijska nogometna Bundesliga
  - Prvaci (1): 2006./07.[27]
  - Doprvaci (1): 2005./06.[25]

#### Basel
- Švicarska superliga
  - Prvaci (1): 2007./08.[31]
- Švicarski nogometni kup
  - Prvaci (1): 2007./08.[31]

### Reprezentativne

#### Češka
- FIFA Konfederacijski kup
  - Treće mjesto (1): 1997.[37]

### Individualne
- Najbolji strijelac Prve češke nogometne lige (1): 1999./00.[4]